# Championnat de Chypre de football 2023-2024
Navigation
Édition précédente Édition suivante
La saison 2023-2024 du championnat de Chypre de football est la 85e édition du championnat de Chypre de football. Elle oppose les quatorze meilleurs clubs de Chypre lors d'une première phase de vingt-six journées. À l'issue de cette première phase, les six premiers disputent la poule pour le titre, tandis que les huit suivants prennent part à la poule de relégation où les trois derniers sont directement relégués en Second Division.
Trois places qualificatives pour les compétitions européennes seront attribuées par le biais du championnat (1 place au deuxième tour de qualification de la Ligue des champions 2024-2025, 2 places au deuxième tour de qualification de la Ligue Conférence 2024-2025), une autre place au premier tour de qualification de la Ligue Europa 2024-2025 est garantie au vainqueur de la Coupe.
L'Aris Limassol est le tenant du titre.
L'APOEL Nicosie remporte le 29e titre de champion de Chypre de son histoire.

## Participants
- APOEL Nicosie
- Aris Limassol
- AEK Larnaca
- Paphos FC
- Omónia Nicosie
- Anórthosis Famagouste
- Apollon Limassol
- Nea Salamina Famagouste
- AEL Limassol
- Karmiótissa FC
- Doxa Katokopias
- Ethnikos Achna - promu de D2
- AEZ Zakakiou - promu de D2
- Othellos Athienou - promu de D2

## Compétition

### Première phase

#### Classement
Le classement est établi sur le barème de points classique (victoire à 3 points, match nul à 1, défaite à 0). Pour départager les égalités, on tient d'abord compte des points en confrontations directes, puis de la différence de buts en confrontations directes, puis de la différence de buts générale, puis du nombre de buts marqués.
| Rang | Équipe                  | Pts | J  | G  | N  | P  | Bp | Bc | Diff |
| ---- | ----------------------- | --- | -- | -- | -- | -- | -- | -- | ---- |
| 1    | APOEL Nicosie           | 59  | 26 | 18 | 5  | 3  | 54 | 16 | +38  |
| 2    | Aris Limassol T         | 56  | 26 | 18 | 2  | 6  | 53 | 21 | +32  |
| 3    | AEK Larnaca             | 52  | 26 | 15 | 7  | 4  | 44 | 26 | +18  |
| 4    | Paphos FC               | 50  | 26 | 15 | 5  | 6  | 48 | 20 | +28  |
| 5    | Omónia Nicosie          | 49  | 26 | 14 | 7  | 5  | 49 | 30 | +19  |
| 6    | Anórthosis Famagouste   | 47  | 26 | 14 | 5  | 7  | 38 | 23 | +15  |
| 7    | Apollon Limassol        | 38  | 26 | 10 | 8  | 8  | 37 | 27 | +10  |
| 8    | Nea Salamina Famagouste | 36  | 26 | 10 | 6  | 10 | 34 | 39 | -5   |
| 9    | AEL Limassol            | 30  | 26 | 9  | 3  | 14 | 34 | 45 | -11  |
| 10   | Ethnikos Achna P        | 26  | 26 | 6  | 8  | 12 | 39 | 56 | -17  |
| 11   | Karmiótissa FC          | 20  | 26 | 5  | 5  | 16 | 31 | 53 | -22  |
| 12   | AEZ ZakakiouP           | 16  | 26 | 2  | 10 | 14 | 28 | 59 | -31  |
| 13   | Othellos Athienou P     | 15  | 26 | 3  | 6  | 17 | 20 | 52 | -32  |
| 14   | Doxa Katokopias         | 12  | 26 | 3  | 3  | 20 | 14 | 56 | -42  |

Qualifications
- 1er au 6e : Groupe championnat
- 7e au 14e : Groupe relégation

Abréviations

### Deuxième phase

#### Groupe championnat
Les clubs conservent la totalité des points acquis lors de la première phase.
Le classement est établi sur le barème de points classique (victoire à 3 points, match nul à 1, défaite à 0). Pour départager les égalités, on tient d'abord compte des points en confrontations directes, puis de la différence de buts en confrontations directes, puis de la différence de buts générale, puis du nombre de buts marqués.
| Rang | Équipe                | Pts | J  | G  | N  | P  | Bp | Bc | Diff |
| ---- | --------------------- | --- | -- | -- | -- | -- | -- | -- | ---- |
| 1    | APOEL Nicosie         | 73  | 36 | 22 | 7  | 7  | 63 | 24 | +39  |
| 2    | AEK Larnaca           | 73  | 36 | 21 | 10 | 5  | 57 | 31 | +26  |
| 3    | Omónia Nicosie        | 69  | 36 | 20 | 9  | 7  | 62 | 37 | +25  |
| 4    | Aris Limassol         | 65  | 36 | 20 | 5  | 11 | 63 | 34 | +29  |
| 5    | Paphos FC C           | 62  | 36 | 18 | 8  | 10 | 60 | 33 | +27  |
| 6    | Anórthosis Famagouste | 53  | 36 | 15 | 8  | 13 | 46 | 42 | +4   |

Qualifications européennes
Ligue des champions 2024-2025
- 1er : deuxième tour de qualification

Ligue Europa 2024-2025
- C : premier tour de qualification

Ligue Conférence 2024-2025
- 2e et 3e : deuxième tour de qualification

Abréviations
C : Vainqueur de la Coupe de Chypre 2023-2024
- Paphos FC qualifié en Ligue Europa 2024-2025 en tant que vainqueur de la Coupe de Chypre[3].

#### Groupe relégation
Les clubs conservent la totalité des points acquis lors de la première phase.
Le classement est établi sur le barème de points classique (victoire à 3 points, match nul à 1, défaite à 0). Pour départager les égalités, on tient d'abord compte des points en confrontations directes, puis de la différence de buts en confrontations directes, puis de la différence de buts générale, puis du nombre de buts marqués.
| Rang | Équipe                  | Pts | J  | G  | N  | P  | Bp | Bc  | Diff |
| ---- | ----------------------- | --- | -- | -- | -- | -- | -- | --- | ---- |
| 7    | Apollon Limassol        | 66  | 40 | 18 | 12 | 10 | 64 | 38  | +26  |
| 8    | AEL Limassol            | 54  | 40 | 15 | 9  | 16 | 61 | 68  | -7   |
| 9    | Nea Salamina Famagouste | 51  | 40 | 14 | 9  | 17 | 52 | 61  | -9   |
| 10   | Ethnikos Achna P        | 50  | 40 | 13 | 11 | 16 | 70 | 79  | -9   |
| 11   | Karmiótissa FC          | 40  | 40 | 10 | 10 | 20 | 58 | 77  | -19  |
| 12   | Doxa Katokopias         | 35  | 40 | 10 | 5  | 25 | 34 | 77  | -43  |
| 13   | Othellos Athienou P     | 33  | 40 | 8  | 9  | 23 | 48 | 77  | -29  |
| 14   | AEZ Zakakiou P          | 18  | 40 | 2  | 12 | 26 | 40 | 100 | -60  |

Relégation
- 12e à 14e : relégation en Second Division

Abréviations

## Tableau d'honneur
| Championnat de Chypre de football 2023-2024                        |                           |
| Champion                                                           | APOEL Nicosie (29e titre) |
| Dauphin                                                            | AEK Larnaca               |
| Coupes et trophées                                                 |                           |
| Vainqueur de la Coupe de Chypre 2023-2024                          | Paphos FC                 |
| Vainqueur de la Supercoupe de Chypre 2023                          | Aris Limassol             |
| Qualifications continentales                                       |                           |
| Ligue des champions 2024-2025                                      | APOEL Nicosie             |
| Ligue Europa 2024-2025                                             | Paphos FC                 |
| Ligue Conférence 2024-2025                                         | AEK Larnaca               |
| Ligue Conférence 2024-2025                                         | Omónia Nicosie            |
| Promotions et relégations                                          |                           |
| Promus en Championnat de Chypre de football                        | PAC Omonia 29M            |
| Promus en Championnat de Chypre de football                        | Omónia Aradíppou          |
| Promus en Championnat de Chypre de football                        | Énosis Néon Paralímni     |
| Relégués en Championnat de Chypre de football de deuxième division | Doxa Katokopias           |
| Relégués en Championnat de Chypre de football de deuxième division | Othellos Athienou         |
| Relégués en Championnat de Chypre de football de deuxième division | AEZ Zakakiou (en)         |